# Alice Cocéa
Alice Sophie Cocéa o Cocea (28 de julio de 1899 – 2 de julio de 1970) fue una actriz, cantante y directora teatral francesa de origen rumano. Era la hermana del periodista y novelista N. D. Cocea, y tía de las actrices Dina y Tantzi Cocea.

## Biografía
Nacida en Sinaia, Rumanía, su padre era el general de las Fuerzas Terrestres Rumanas Dimitrie Cocea. Ella tenía una hermana, Florica, y un hermano, Nicolae (el futuro N. D. Cocea). 
Inició su carrera en 1918 en un film de Jacques de Baroncelli, dedicándose posteriormente sobre todo al teatro y a la opereta, representando Dédé con Maurice Chevalier en 1921. 
Cocéa se casó en 1926 con el Conde Stanislas de la Rochefoucauld, Duque de Bisaccia; aunque la pareja se divorció en 1931. En 1932 su prometido, el Teniente Victor Point, explorador francés y sobrino de Philippe Berthelot, se suicidó de un disparo en la boca cuando Cocéa no quiso casarse con él. Cocéa anunció su retiro poco después de la muerte de Point, afirmando que iba a ingresar en un convento. No volvió a ponerse ante las cámaras hasta la década de 1960.
Su segundo marido, Roger Capgras, era una persona que pasó de ser un comerciante en verduras a dirigir un gran periódico durante la ocupación de Francia por las fuerzas del Eje, y posteriormente una figura teatral simpatizante con el fascismo. Durante la Segunda Guerra Mundial Cocéa dirigió el Teatro des Ambassadeurs, pero fue arrestada por colaboración con las Fuerzas del Eje, aunque más adelante fue liberada. 
En 1958 publicó sus memorias, Mes amours que j'ai tant aimées. Alice Cocéa falleció en Boulogne-Billancourt, Francia, en 1970, tras una breve enfermedad. Tenía 71 años de edad. Fue enterrada en el Cementerio de Saint-Brisson-sur-Loire.

## Filmografía

### Cine
- 1918 : Le Délai, de Jacques de Baroncelli
- 1930 : Mon gosse de père, de Jean de Limur
- 1931 : Marions-nous, de Louis Mercanton
- 1931 : Nicole et sa vertu, de René Hervil
- 1931 : Delphine, de Roger Capellani
- 1931 : Atout cœur, de Henry Roussel
- 1934 : Le Greluchon délicat, de Jean Choux
- 1963 : Striptease, de Jacques Poitrenaud
- 1964 : La Ronde, de Roger Vadim

### Televisión
- 1962 : Le Joueur, de François Gir

## Teatro

### Como actriz
- 1924 : Le Singe qui parle, de René Fauchois, escenografía de René Rocher, Comédie Caumartin
- 1924 : Gosse de riche, opereta en 3 actos de Jacques Bousquet, Henri Falk, Teatro Daunou
- 1929 : Je t'attendais, de Jacques Natanson, Teatro Michel

- 1930 : La Petite Catherine, de Alfred Savoir, escenografía de René Rocher, Teatro Antoine
- 1933 : La Voie lactée, de Alfred Savoir, escenografía de Harry Baur, Teatro des Mathurins
- 1934 : Une femme libre, de Armand Salacrou, escenografía de Paulette Pax, Teatro de l'Œuvre
- 1937 : Pacifique, scènes de la vie polynésienne de Henri-René Lenormand, escenografía de Alice Cocéa, Teatro des Ambassadeurs
- 1937 : Rêves sans provision, de Ronald Gow a partir de Walter Greenwood, escenografía de Alice Cocea, Comédie des Champs-Elysées
- 1938 : El misántropo, de Molière, escenografía de Sylvain Itkine, Teatro des Ambassadeurs
- 1938 : Les Parents terribles, de Jean Cocteau, escenografía de Alice Cocéa, Teatro des Ambassadeurs
- 1939 : Histoire de rire, de Armand Salacrou, escenografía de Alice Cocéa, Teatro des Ambassadeurs

- 1941 : Casa de muñecas, de Henrik Ibsen, Teatro des Ambassadeurs
- 1941 : Échec à Don Juan, de Claude-André Puget, escenografía de Alice Cocéa, Teatro des Ambassadeurs
- 1943 : La Parisienne, de Henry Becque, escenografía de Alice Cocéa, Teatro des Ambassadeurs
- 1943 : Mais n'te promène donc pas toute nue !, de Georges Feydeau, escenografía de Alice Cocéa, Teatro des Ambassadeurs
- 1947 : Le Voyage en calèche, de Jean Giono, escenografía de Alice Cocéa, Teatro du Vieux-Colombier
- 1948 : La Parisienne, de Henry Becque, Teatro des Célestins
- 1948 : Mais n'te promène donc pas toute nue !, de Georges Feydeau, Teatro des Célestins
- 1949 : Pauline ou L'Écume de la mer, de Gabriel Arout, Teatro des Célestins
- 1949 : Sincèrement, de Michel Duran, escenografía de Alice Cocéa, Teatro des  Capucines

- 1954 : Gigi, de Colette, escenografía de Jean Meyer, Teatro des Arts
- 1955 : Les Amants novices, de Jean Bernard-Luc, escenografía de Jean Mercure, Teatro Montparnasse
- 1955 : Quatuor, de Noël Coward, escenografía de Pierre Dux, Teatro des Capucines
- 1955 : TTX, de Cécil Saint-Laurent y Pierre de Meuse, escenografía de Alice Cocéa, Teatro des Arts
- 1957 : La Reine de Césarée, de Robert Brasillach, escenografía de Raymond Hermantier, Teatro des Arts

- 1960 : Douce Annabelle, de Audrey Roos y William Roos, escenografía de François Maistre, Enghien-les-Bains
- 1961 : Douce Annabelle, de Audrey Roos y William Roos, escenografía de François Maistre, Teatro del Ambigu-Comique
- 1961 : Monsieur chasse !, de Georges Feydeau, escenografía de Georges Vitaly, Teatro La Bruyère
- 1963 : La Séparation, de Claude Simon, escenografía de Nicole Kessel, Teatro de Lutèce
- 1964 : Bonheur, impair et passe, de Françoise Sagan, escenografía de Claude Régy, Teatro Édouard VII

### Como directora
- 1937 : Rêves sans provision, de Ronald Gow, Comédie des Champs-Elysées
- 1937 : Pacifique, scènes de la vie polynésienne, de Henri-René Lenormand, Teatro des Ambassadeurs
- 1938 : La Dame de bronze et le Monsieur de cristal, de Henri Duvernois, Teatro des Ambassadeurs
- 1938 : Les Parents terribles, de Jean Cocteau, Teatro des Ambassadeurs
- 1939 : Histoire de rire, de Armand Salacrou, Teatro des Ambassadeurs
- 1941 : Échec à Don Juan, de Claude-André Puget, Teatro des Ambassadeurs
- 1943 : La Parisienne, de Henry Becque, Teatro des Ambassadeurs
- 1944 : La Femme du Boulanger, de Jean Giono, Teatro des Ambassadeurs
- 1947 : Le Voyage en calèche, de Jean Giono, Teatro du Vieux-Colombier
- 1949 : Sincèrement, de Michel Duran, Teatro des  Capucines
- 1952 : Pauvre Monsieur Dupont, de Raymond Vincy, Teatro del Ambigu-Comique
- 1955 : TTX, de Cécil Saint-Laurent y Pierre de Meuse, Teatro des Arts
- 1957 : Mon cœur balance, de Michel Duran, Teatro des Arts

## Operetas
- 1918 : Phi-Phi,  de Albert Willemetz y Henri Christiné
- 1921 : Dédé, de Albert Willemetz y Henri Christiné, Teatro des Bouffes-Parisiens
- 1924 : En chemyse,  de Albert Willemetz, Cami y Raoul Moretti
- 1924 : Gosse de riche, de Jacques Bousquet, Henri Falk y Maurice Yvain
- 1926 : À Paris tous les deux, de Jacques Bousquet, Henri Falk y Georges Menier, Comédie des Champs-Elysées
- 1935 : Trente et quarante, de Jean de Létraz, Albert Willemetz y Werner R. Heymann